# 大櫛顕也
大櫛 顕也（おおくし けんや、1965年1月15日 - ）は、日本の実業家。ニチレイ代表取締役社長、日本冷凍食品協会会長。

## 人物・経歴
福岡県福岡市出身。1983年福岡大学附属大濠高等学校卒業。1989年九州大学農学部卒業、ニチレイ入社。2000年加工食品部管理グループマネジャー。2001年ロジスティクス・オペレーション出向。2004年生産技術部工場管理グループマネジャー。2005年にニチレイフーズが設立されると、同社に転籍し、生産技術部工場管理グループマネジャー、商品本部プロフェッショナル、管理部企画管理グループプロフェッショナル、企画本部管理部企画管理グループリーダー、商品本部部長、事業統括部長を歴任した。2013年ニチレイ経営企画部長。2014年ニチレイ執行役員経営企画部長。2015年ニチレイフーズ取締役常務。2017年ニチレイフーズ代表取締役社長兼ニチレイ取締役。2019年からニチレイ代表取締役社長を務め、冷凍食品事業のグローバル化を推進するなどした。2020年日本冷凍食品協会会長。